# Airuno
Airuno est une commune italienne de la province de Lecco, dans la région Lombardie.

## Administration
| Période                                  | Période  | Identité          | Étiquette    | Qualité |
| ---------------------------------------- | -------- | ----------------- | ------------ | ------- |
|                                          |          |                   |              |         |
| Les données manquantes sont à compléter. |          |                   |              |         |
| 2009                                     | en cours | Adele Carla Gatti | liste civile |         |

### Communes limitrophes
Brivio, Colle Brianza, Olgiate Molgora, Olginate, Valgreghentino